# العلاقات الجامايكية الليبيرية
العلاقات الجامايكية الليبيرية هي العلاقات الثنائية التي تجمع بين جامايكا وليبيريا.

## مقارنة بين البلدين
هذه مقارنة عامة ومرجعية للدولتين:
| وجه المقارنة                                              | جامايكا       | ليبيريا      |
| --------------------------------------------------------- | ------------- | ------------ |
| المساحة (كم2)                                             | 10.99 ألف     | 111.37 ألف   |
| عدد السكان (نسمة)                                         | 2.95 مليون    | 4.73 مليون   |
| الكثافة السكانية (ن./كم²)                                 | 268.43        | 42.47        |
| العاصمة                                                   | كينغستون      | مونروفيا     |
| اللغة الرسمية                                             | لغة إنجليزية  | لغة إنجليزية |
| العملة                                                    | دولار جامايكي | دولار ليبيري |
| الناتج المحلي الإجمالي (بليون دولار)                      | 14.77 مليار   | 2.16 مليار   |
| الناتج المحلي الإجمالي (تعادل القوة الشرائية) بليون دولار | 24.79 مليار   | 3.76 مليار   |
| الناتج المحلي الإجمالي الاسمي للفرد دولار أمريكي          | 5.23 ألف      | 455          |
| الناتج المحلي الإجمالي للفرد دولار أمريكي                 | 8.88 ألف      | 842          |
| مؤشر التنمية البشرية                                      | 0.719         | 0.430        |
| رمز المكالمات الدولي                                      | +1876         | +231         |
| رمز الإنترنت                                              | .jm           | .lr          |
| المنطقة الزمنية                                           | 00            | 00           |

## منظمات دولية مشتركة
يشترك البلدان في عضوية مجموعة من المنظمات الدولية، منها:
| علم المنظمة | اسم المنظمة                                 | تاريخ انضمام جامايكا | تاريخ انضمام ليبيريا |
| ----------- | ------------------------------------------- | -------------------- | -------------------- |
|             | مؤسسة التمويل الدولية                       | 31 مارس 1964         | 28 مارس 1962         |
|             | منظمة حظر الأسلحة الكيميائية                | ?                    | ?                    |
|             | الأمم المتحدة                               | 18 سبتمبر 1962       | 2 نوفمبر 1945        |
|             | الاتحاد الدولي للاتصالات                    | 18 فبراير 1963       | 10 أكتوبر 1927       |
|             | منظمة الشرطة الجنائية الدولية               | ?                    | ?                    |
|             | البنك الدولي للإنشاء والتعمير               | 21 فبراير 1963       | 28 مارس 1962         |
|             | الاتحاد البريدي العالمي                     | ?                    | ?                    |
|             | المركز الدولي لتسوية المنازعات الاستشارية   | 14 أكتوبر 1966       | 16 يوليو 1970        |
|             | وكالة ضمان الاستثمار متعدد الأطراف          | 12 أبريل 1988        | 12 أبريل 2007        |
|             | مجموعة دول أفريقيا والكاريبي والمحيط الهادئ | ?                    | ?                    |
|             | يونسكو                                      | 7 نوفمبر 1962        | 6 مارس 1947          |

## وصلات خارجية
- موقع وزارة الخارجية الجامايكية
- موقع وزارة الخارجية الليبيرية